# 安娜·齐维廖娃
安娜·叶夫根尼耶芙娜·齐维廖娃（俄语：Анна Евгеньевна Цивилёва，羅馬化：Anna Yevgen'yevna Tsivilyova，1972年5月9日—），婚前姓氏普京娜（俄语：Путина），俄罗斯政府官员，弗拉基米尔·普京的侄女。2024年6月，齐维廖娃被任命为国防部副部长。10月4日，她被普京任命为海军少将。